# Andreas Kaplan
Andreas Kaplan (rojen 5. oktobra 1977 v Münchnu, Nemčija) je profesor digitalne transformacije, zlasti umetne intelligence in virtualnih svetov, ter strokovnjak visokošolske izobrazbe.   Trenutno deluje kot predsednik Univerze za logistiko v Kühnu, pred tem pa je bil rektor poslovne šole ESCP, ki je del Sorbonne Alliance.

## Raziskava
Kaplanova raziskava obravnava digitalno preobrazbo družbe, zlasti zaradi napredka na področju umetne intelligence in družbenih medijev. Na podlagi stanfordske študije je Kaplan umeščen v skupino najbolj citiranih in vplivnih znanstvenikov na svetu, v Google Učenjaku pa je citiran več kot 40.000-krat.

## Kariera
Kaplan je začel svojo kariero na Sciences Po Paris in ESSEC, nato pa se je zaposlil na poslovni šoli ESCP, kjer je pridobil položaj rektorja. Trenutno deluje kot predsednik Univerze za logistiko v Kühnu. Poleg tega je Kaplan tudi ustanovni član Evropskega centra za digitalno konkurenčnost in je član izvršnega izobraževalnega svetovalnega odbora Univerze Kozminski. 

## Izobrazba
Kaplan je pridobil habilitacijo na Univerzi Sorbonne ter doktorat na Univerzi v Colognu in na HEC Paris. Pridobil je tudi MPA na École Nationale d'Administration, MBA na ThePower Business School, znanstveni magisterij na ESCP ter diplomo na Ludwig-Maximilians-University v Münchenu. 

## Publikacije
- Kaplan Andreas (October 2015) European business and management. Sage Publications Ltd., London. ISBN 9781473925144
- Kaplan, Andreas (2021). Higher Education at the Crossroads of Disruption: The University of the 21st Century, Great Debates in Higher Education. United Kingdom: Emerald Publishing. ISBN 9781800715042.
- Kaplan, Andreas (2022). Artificial Intelligence, Business and Civilization: Our Fate Made in Machines. United Kingdom: Routledge. ISBN 9781032155319.
- Kaplan, Andreas (2022). Digital Transformation and Disruption of Higher Education. United Kingdom: Cambridge University Press. ISBN 9781108838900.